# Международный аэропорт Щецин-Голенюв
Аэропорт Щецин-Голенюв имени Солидарности (англ. Solidarity Szczecin-Goleniow Airport, нем. Solidarnosc-Flughafen Szczecin-Goleniow код IATA: SZZ, код ICAO: EPSC) — международный аэропорт, расположенный недалеко от города Голенюв, в 46 км к северо-востоку от центра Щецина, недалеко от скоростной автомагистрали S6.

## История
Аэропорт был построен в годы особенно интенсивной «холодной войны», в 1953—1956 годах, в 5 км к востоку от Голенюва. Тогда это был стандартный военный аэродром с взлётно-посадочной полосой длиной 1800 м, шириной 45 м и необходимыми базовыми постройками (вышка управления воздушным движением, ангар, база малой техники и 2 склада горючего). В результате решения правительства и Министерства национальной обороны в 1957 году на аэродром из Быдгоща был переброшен 2-й истребительный авиаполк «Краков», который дислоцировался здесь до расформирования части в январе 1994 года. В 1967 году на военном аэродроме в Голенюве была создана отдельная гражданская часть «Аэропорт Щецин-Голенюв», переданный 23 мая 1967 года из аэропорта Щецин-Домбе. 30 октября 1995 года был создан воздушный пограничный переход Щецин-Голенюв, который начал функционировать с открытием международного воздушного сообщения в аэропорту «Голенюв». До 15 мая 1991 г. пограничный контроль осуществляли органы Пограничных войск, а с 16 мая 1991 г. — Пограничная служба. Аэропорт несколько раз модернизировался. В 1976—1977 годах взлётно-посадочная полоса была удлинена до 2500 м и построен самый современный на тот момент аэродром в Польше. В 1998 году были отремонтированы взлётно-посадочная полоса и основная стоянка самолета. В 1999 году была реконструирована энергосистема, питающая оборудование аэропорта, установлена современная система освещения взлётно-посадочной полосы и захода на посадку. В 2001 году был сдан в эксплуатацию новый пассажирский терминал, а в 2005 году началось его расширение. В 2004 году было начато строительство новой диспетчерской вышки, которая была сдана в эксплуатацию в ноябре 2005 года. В конце апреля 2006 года, после нескольких лет строительства, терминал аэропорта был введён в эксплуатацию, увеличив возможность пропуска пассажиров до одного миллиона в год.

## Описание пограничного перехода
Щецин-Голенюв — региональный аэропорт в Западно-Поморском воеводстве. В радиусе 100 км от него проживает около 1,5 млн человек. В 2017 году аэропорт обслужил 579 тыс. пассажиров, что даёт ему 9-е место в Польше по этому показателю. В порту есть пассажирский терминал общей пропускной способностью около миллиона пассажиров в год.
9 июня 2013 г. была открыта железнодорожная остановка «Аэропорт Щецин Голенюв», для поездов в аэропорт из Щецина-Главного и Колобжега.

## Статистика воздушного движения
| Год  | Пассажирооброт | Грузооборот (т) | Воздушные операции |
| ---- | -------------- | --------------- | ------------------ |
| 2001 | 68 830         | 152             | 6415               |
| 2002 | 76 782         | 242             | 6424               |
| 2003 | 87 435         | 341             | 7687               |
| 2004 | 96 208         | 237             | 7972               |
| 2005 | 106 812        | 208             | 7702               |
| 2006 | 182 523        | 177             | 7908               |
| 2007 | 231 711        | 1236            | 9790               |
| 2008 | 297 027        | 489             | 11 808             |
| 2009 | 296 234        | 181             | 11 009             |
| 2010 | 280 213        | 119             | 11 258             |
| 2011 | 262 089        | 143             | 10 395             |
| 2012 | 356 006        | 78              | 11 767             |
| 2013 | 347 744        | 41              | 11 152             |
| 2014 | 287 029        | 21              | 8253               |
| 2015 | 412 547        | 66              | 8326               |
| 2016 | 467 877        | 575             | 8757               |
| 2017 | 578 691        | 150             | 8038               |
| 2018 | 598 971        | 37              | 9133               |
| 2019 | 576 072        | 11              | 8897               |
| 2020 | 184 802        | 3               | 5706               |
| 2021 | 181 886        | 0               | 6435               |

### Статистика направлений полетов
Источник:
| Позиция | Направление     | Количество пассажиров (2020) | Количество пассажиров (2021) | Изменение 2020/2021 | Смена позиции | Перевозчик |
| ------- | --------------- | ---------------------------- | ---------------------------- | ------------------- | ------------- | ---------- |
| 1.      | Варшава Шопен   | 62 571                       | 62 104                       | ▼0,75 %             | ▬             | LOT        |
| 2.      | Лондон Станстед | 34 186                       | 30 674                       | ▼10,27 %            | ▬             | Ryanair    |
| 3.      | Краков-Балице   | 8118                         | 24 029                       | ▲196,0 %            | ▲5.           | Ryanair    |
| 4.      | Дублин          | 14 714                       | 19 070                       | ▲29,6 %             | ▬             | Ryanair    |
| 5.      | Осло Гардермуэн | 13 041                       | 13 148                       | ▲0,82 %             | ▬             | Wizz Air   |
| 6.      | Ливерпуль       | 16 110                       | 12 950                       | ▼19,62 %            | ▼3.           | Ryanair    |
| 7.      | Берген          | 9584                         | 8988                         | ▼6,22 %             | ▬             | Wizz Air   |

## Доступ в аэропорт
- Железнодорожное сообщение от остановки аэропорта Щецин-Голенюв до Щецина (включая Щецин-Главный и Щецин-Домбе), Голенюва, Грыфице и Колобжега.
- Автобус
- Такси

## Галерея

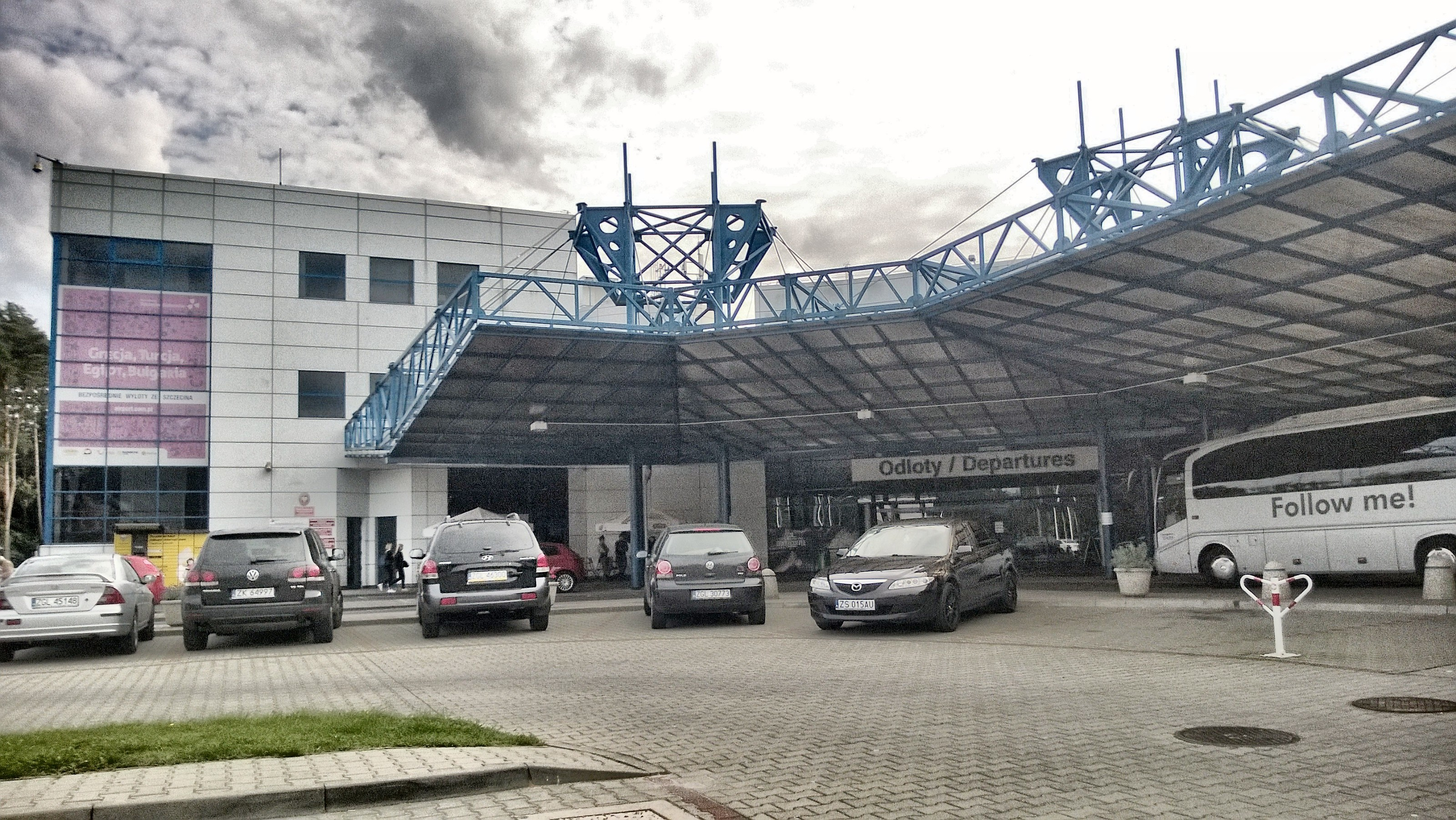
Площадь центрального входа
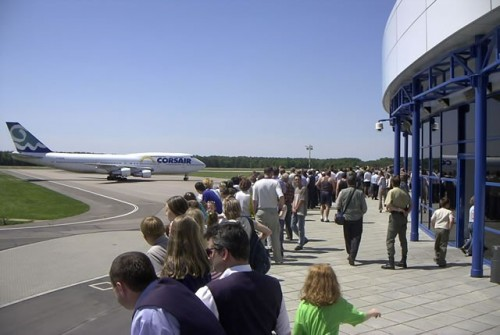
Выход на посадку
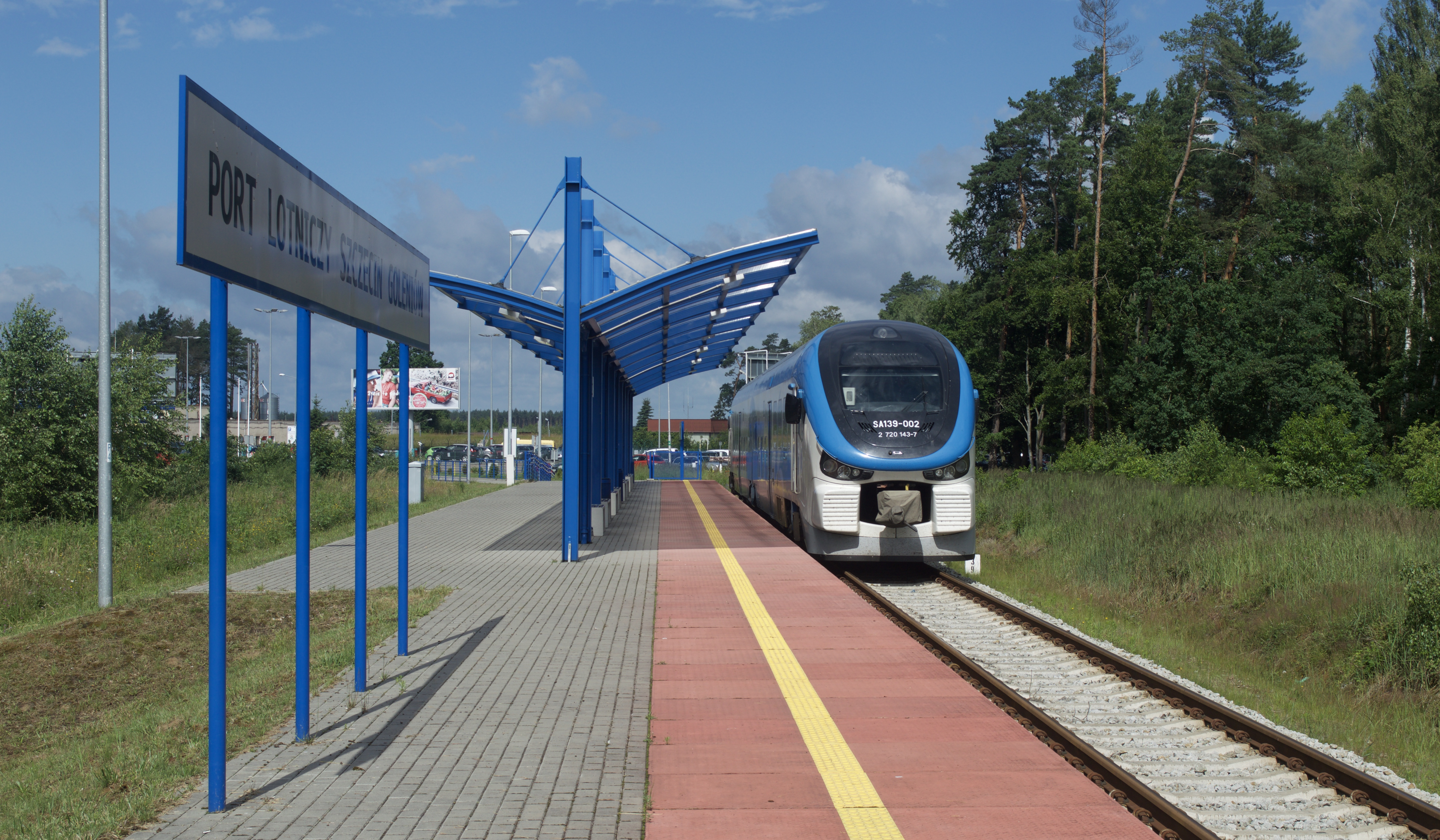
Железнодорожная станция аэоропорта